# Puss, puss, sant, sant
Puss, puss, sant, sant är ett musikalbum av Jojje Wadenius från 1978. Albumet innehåller musik av Wadenius till Barbro Lindgrens texter för barn. Albumet producerades av Jojje Wadenius för Sonet.

## Låtlista[1]
Alla texter är skrivna av Barbro Lindgren och all musik av Jojje Wadenius.

### Sida A
1. "Sagan om råttan" - 4:25
2. "Puss, puss, sant sant" - 2:50
3. "Hon är vit som en blomma" - 2:55
4. "Ägget" - 1:25
5. "Vintervisa" - 5:20

### Sida B
1. "Fotografen" - 3:12
2. "Mokapär" - 5:45
3. "En blyg viol" - 2:55
4. "Kärleksvisa" - 3:35
5. "Havet" - 1:43

## Inspelning[1]
Albumet är inspelat den 9 - 11 juni 1978 på Polyvox Studio. Tekniker var Lasse Gustafsson. Den mixades på KMH Studio med Anders Oredsson som tekniker.

## Medverkande[1]
- Jojje Wadenius – sång, gitarr
- Stefan Nilsson - piano
- Sam Bengtsson - bas
- Peter Sundell - trummor

### Fotnoter
1. 1 2 3 4  LP-skiva Sonet SLP-2626 1978
2. ↑  ”Jojje Wadenius - Puss, puss, sant, sant”. Discogs.com. https://www.discogs.com/release/3051885-Jojje-Wadenius-Puss-Puss-Sant-Sant. Läst 1 april 2024.